# Koźminek (Grande-Pologne)
Pour les articles homonymes, voir Koźminek.
Koźminek est une localité polonaise, siège de la gmina de Koźminek, située dans le powiat de Kalisz en voïvodie de Grande-Pologne.